# Un petit service
 (août 2025).
Motif : Aucune sources notables
- Archive Wikiwix
- Bing
- Cairn
- DuckDuckGo
- E. Universalis
- Gallica
- Google
- G. Books
- G. News
- G. Scholar
- Persée
- Qwant
- (zh) Baidu
- (ru) Yandex
- (wd) trouver des œuvres sur Wikidata

| 1. | Préciser le motif de la pose du bandeau. | Précisez le motif de la pose du bandeau en utilisant la syntaxe suivante : {{admissibilité à vérifier\|date=août 2025\|motif=remplacez ce texte par le motif}}                        |
| 2. | Informer les utilisateurs concernés.     | Pensez à avertir le créateur de l'article, par exemple, en insérant le code ci-dessous sur sa page de discussion : {{subst:avertissement admissibilité à vérifier\|Un petit service}} |

Pour plus de détails, voir Fiche technique et Distribution.
Un petit service est un court métrage réalisé en 2003 par Antoine Péréniguez.

## Synopsis
Ce vendredi soir, quand M. Michel, Directeur commercial, termine sa semaine, il ne pense plus qu'à une chose : rentrer enfin chez lui... Il est loin d'imaginer, dans son désir de raccourcir le temps et les distances, que vitesse, précipitation et problèmes mécaniques, vont le conduire sur un tout autre chemin.

## Fiche technique
- Titre : Un petit service
- Réalisateur : Antoine Péréniguez
- Scénariste :  Antoine Péréniguez
- Image : François Hernandez
- Son :  Olivier Schwob
- Montage : Monique Dartonne
- Musique : Stéphane Vilar et Denys Lable
- Décors : Claudine Lloubie
- Genre : comédie
- Langue de tournage : français
- Pays :  France
- Durée : 11 min.
- Production déléguée : Mordicus Productions
- Coproduction : Fada Productions
- Exportation : Mordicus Productions

## Distribution
- Manuel Poirier
- Sergi López
- Tony Gatlif
- Gérard Meylan

## Sélections festivals
Le court métrage est sélectionné dans 5 festivals internationaux :
- Festival international du court-métrage Montecatini (it) (FilmVideo) 2003
- Groningue, Festival Ciné Premières, itinérant aux Pays-Bas, 2003
- Manchester (Kinofilm), Festival international du film (en), 2003
- Osnabrück, Festival international du film, 2003[2]
- Festival de Cannes, Quinzaine des réalisateurs, 2003[3]